# Clara Burel
Clara Burel (ur. 24 marca 2001 w Rennes) – francuska tenisistka, finalistka juniorskiego Australian Open 2018 w grze pojedynczej dziewcząt.

## Kariera tenisowa
Dotychczas zwyciężyła w czterech singlowych turniejach rangi ITF. 10 czerwca 2024 roku zajmowała najwyższe miejsce w rankingu singlowym WTA Tour – 42. pozycję, natomiast 9 maja 2022 osiągnęła najwyższą pozycję w rankingu deblowym – 246. miejsce.
W 2018 roku osiągnęła finał juniorskiego Australian Open w grze pojedynczej, w którym przegrała z Liang En-shuo z wynikiem 3:6, 4:6.
W sezonie 2021 osiągnęła finał zawodów w Lozannie. Uległa w nim 6:4, 6:7(5), 1:6 z Tamarą Zidanšek. Dwa lata później wyrównała ten rezultat, tym razem przegrywając z Elisabettą Cocciaretto 5:7, 6:4, 4:6.

## Historia występów wielkoszlemowych
Legenda
     W, wygrany turniej
     F, przegrana w finale
     SF, przegrana w półfinale
     QF, przegrana w ćwierćfinale
     xR, przegrana w x rundzie
     Qx, przegrana w x rundzie kwalifikacji
     A, brak startu
     NH, turniej nie odbył się

### Występy w grze pojedynczej
| Australian Open        | A | A | A   | 1R  | A   | 1R | 1R  | 2R | 3R | 0 / 5  | 3 – 5   |  |  |  |  |  |  |  |  |  |  |  |  |  |  |  |  |
| French Open            | A | A | Q1  | A   | 3R  | 1R | 1R  | 1R | 1R | 0 / 5  | 2 – 5   |  |  |  |  |  |  |  |  |  |  |  |  |  |  |  |  |
| Wimbledon              | A | A | A   | A   | NH  | 2R | 1R  | Q2 | 2R | 0 / 3  | 2 – 3   |  |  |  |  |  |  |  |  |  |  |  |  |  |  |  |  |
| US Open                | A | A | A   | A   | A   | 1R | 3R  | 3R | 2R | 0 / 4  | 5 – 4   |  |  |  |  |  |  |  |  |  |  |  |  |  |  |  |  |
|                        |   |   |     |     |     |    |     |    |    |        |         |  |  |  |  |  |  |  |  |  |  |  |  |  |  |  |  |
| Ranking na koniec roku | – | – | 612 | 871 | 235 | 77 | 135 | 61 |    | 0 / 17 | 12 – 17 |  |  |  |  |  |  |  |  |  |  |  |  |  |  |  |  |

### Występy w grze podwójnej
| Australian Open        | A | A | A    | A | A   | A   | 1R   | A   | 1R | 0 / 2  | 0 – 2  |  |  |  |  |  |  |  |  |  |  |  |  |  |  |  |  |
| French Open            | A | A | 1R   | A | 1R  | 3R  | 1R   | 1R  | 1R | 0 / 6  | 2 – 6  |  |  |  |  |  |  |  |  |  |  |  |  |  |  |  |  |
| Wimbledon              | A | A | A    | A | NH  | A   | 1R   | A   | A  | 0 / 1  | 0 – 1  |  |  |  |  |  |  |  |  |  |  |  |  |  |  |  |  |
| US Open                | A | A | A    | A | A   | A   | A    | 1R  | 1R | 0 / 2  | 0 – 2  |  |  |  |  |  |  |  |  |  |  |  |  |  |  |  |  |
|                        |   |   |      |   |     |     |      |     |    |        |        |  |  |  |  |  |  |  |  |  |  |  |  |  |  |  |  |
| Ranking na koniec roku | – | – | 1121 | – | 741 | 265 | 1010 | 644 |    | 0 / 11 | 2 – 11 |  |  |  |  |  |  |  |  |  |  |  |  |  |  |  |  |

### Występy w grze mieszanej
| Australian Open | A | A | A | A | A  | A | A  | A  | A  | 0 / 0 | 0 – 0 |  |  |  |  |  |  |  |  |  |  |  |  |  |  |  |  |
| French Open     | A | A | A | A | NH | A | 2R | 1R | 2R | 0 / 3 | 2 – 3 |  |  |  |  |  |  |  |  |  |  |  |  |  |  |  |  |
| Wimbledon       | A | A | A | A | NH | A | A  | A  | A  | 0 / 0 | 0 – 0 |  |  |  |  |  |  |  |  |  |  |  |  |  |  |  |  |
| US Open         | A | A | A | A | NH | A | A  | A  | A  | 0 / 0 | 0 – 0 |  |  |  |  |  |  |  |  |  |  |  |  |  |  |  |  |
|                 |   |   |   |   |    |   |    |    |    |       |       |  |  |  |  |  |  |  |  |  |  |  |  |  |  |  |  |
|                 |   |   |   |   |    |   |    |    |    | 0 / 3 | 2 – 3 |  |  |  |  |  |  |  |  |  |  |  |  |  |  |  |  |

## Finały turniejów WTA
| Legenda                   | Legenda |
| ------------------------- | ------- |
| Wielki Szlem              |         |
| Igrzyska olimpijskie      |         |
| WTA Tour Championships    |         |
| od 2021                   |         |
| WTA 1000 (obowiązkowe)    |         |
| WTA 1000 (nieobowiązkowe) |         |
| WTA 500                   |         |
| WTA 250                   |         |
| WTA 125                   |         |

### Gra pojedyncza 2 (0–2)
| Końcowy wynik | Nr | Data          | Turniej | Nawierzchnia | Przeciwniczka          | Wynik finału     |
| ------------- | -- | ------------- | ------- | ------------ | ---------------------- | ---------------- |
| Finalistka    | 1. | 18 lipca 2021 | Lozanna | Ceglana      | Tamara Zidanšek        | 6:4, 6:7(5), 1:6 |
| Finalistka    | 2. | 30 lipca 2023 | Lozanna | Ceglana      | Elisabetta Cocciaretto | 5:7, 6:4, 4:6    |

## Finały turniejów WTA 125

### Gra pojedyncza 1 (1–0)
| Końcowy wynik | Nr | Data            | Turniej | Nawierzchnia  | Przeciwniczka | Wynik finału  |
| ------------- | -- | --------------- | ------- | ------------- | ------------- | ------------- |
| Zwyciężczyni  | 1. | 10 grudnia 2023 | Angers  | Twarda (hala) | Chloé Paquet  | 3:6, 6:4, 6:2 |

## Wygrane turnieje rangi ITF
| turnieje z pulą nagród 100 000 $ |
| turnieje z pulą nagród 80 000 $  |
| turnieje z pulą nagród 60 000 $  |
| turnieje z pulą nagród 25 000 $  |
| turnieje z pulą nagród 15 000 $  |

### Gra pojedyncza
|    | Data       | Turniej               | ($)    | Naw.   | Finalistka         | Wynik         |
| 1. | 16/02/2020 | Grenoble              | 25 000 | twarda | Eléonora Molinaro  | 5:7, 7:5, 6:2 |
| 2. | 16/05/2021 | Saint-Gaudens         | 60 000 | ziemna | Alexandra Dulgheru | 6:2, 1:6, 6:2 |
| 3. | 10/10/2021 | Cherbourg-en-Cotentin | 25 000 | twarda | Emeline Dartron    | 6:4, 6:2      |
| 4. | 09/07/2023 | Montpellier           | 60 000 | twarda | Astra Sharma       | 6:3, 7:5      |

## Występy w igrzyskach olimpijskich

### Gra pojedyncza
| Runda                                                                    | Przeciwniczka               | Wynik       |
| ------------------------------------------------------------------------ | --------------------------- | ----------- |
|                                                                          |                             |             |
| Letnie Igrzyska Olimpijskie w Paryżu 2024, reprezentując państwo Francja |                             |             |
| I runda                                                                  | Czechy: Kateřina Siniaková  | 7:6(3), 6:4 |
| I runda                                                                  | Ukraina: Marta Kostiuk [12] | 6:7(3), 2:6 |

### Gra podwójna
| Runda                                                                    | Partnerka        | Przeciwniczki                                     | Wynik    |
| ------------------------------------------------------------------------ | ---------------- | ------------------------------------------------- | -------- |
|                                                                          |                  |                                                   |          |
| Letnie Igrzyska Olimpijskie w Paryżu 2024, reprezentując państwo Francja |                  |                                                   |          |
| I runda                                                                  | Warwara Graczowa | Kanada: Gabriela Dabrowski / Leylah Fernandez [5] | 1:6, 5:7 |

## Finały juniorskich turniejów wielkoszlemowych

### Gra pojedyncza
| Końcowy wynik | Rok  | Turniej         | Nawierzchnia | Przeciwniczka | Wynik finału |
| Finalistka    | 2018 | Australian Open | Twarda       | Liang En-shuo | 3:6, 4:6     |
| Finalistka    | 2018 | US Open         | Twarda       | Wang Xiyu     | 6:7(4), 2:6  |